# Премия издательства «Аскехоуг»
Премия издательства «Аскехоуг» (норв. Aschehougprisen) — литературная премия, присуждаемая издательским домом «Аскехоуг». Премия была учреждена в 1972 году в честь столетнего юбилея издательства. Она вручается норвежским писателям, в том числе и не связанным с издательством. Лауреаты премии не могут назначаться издательством единолично; кандидатуры проходят обязательное публичное согласование с руководством Ассоциации норвежских критиков.
Премия представляет собой статуэтку «Evig Liv» и денежное вознаграждение размером в 100 000 норвежских крон. Статуэтка является миниатюрной копией одноимённой скульптуры работы Эрнульфа Баста, которая стоит на Сехестедс-пласс в Осло.

## Лауреаты

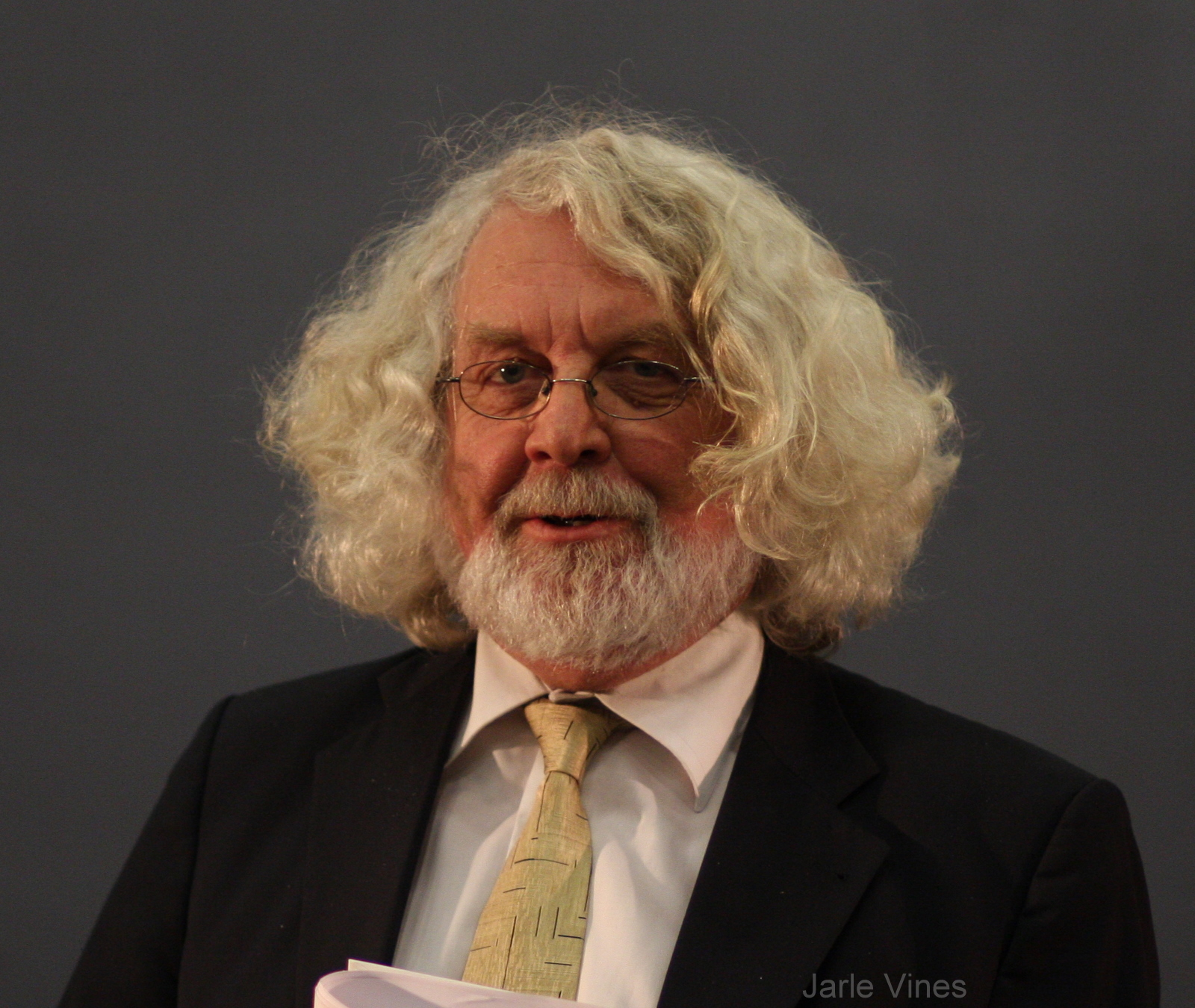
Эдвард Хуэм, лауреат премии 1985 года.

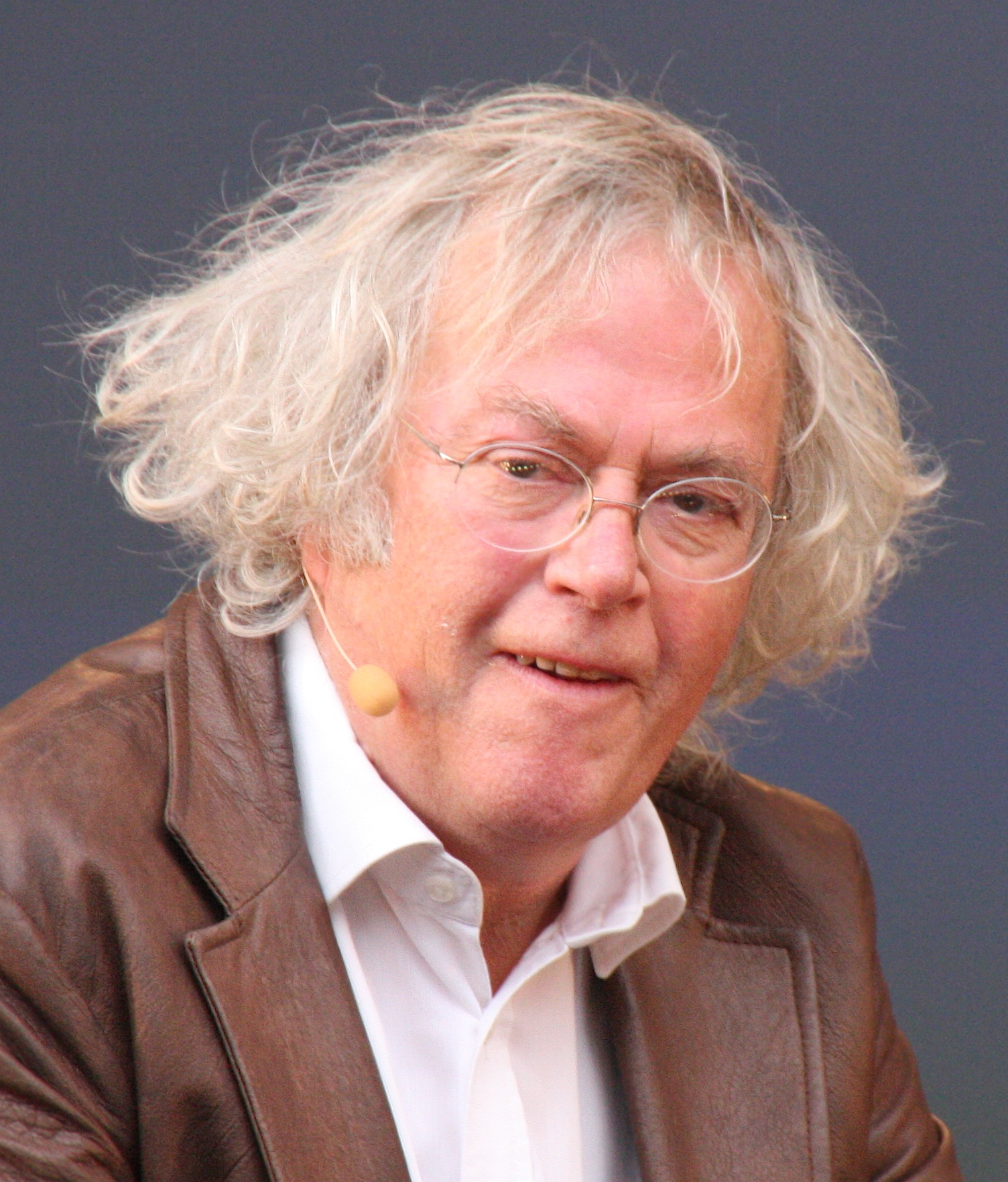
Даг Солстад, лауреат премии 2004 года.

## Лауреаты[1]
- 1973 — Стейн Мерен
- 1974 — Бьёрг Вик[норв.]
- 1975 — Хьяртан Флёгстад
- 1976 — Карин Банг[норв.]
- 1977 — Кнут Хауге[норв.]
- 1978 — Улав Хауге[норв.]
- 1979 — Эрнст Орвиль и Тур Оге Брингсверд[норв.]
- 1980 — Идар Кристиансен[норв.]
- 1981 — Ян Эрик Вольд[норв.]
- 1982 — Тристан Виндторн[норв.]
- 1983 — Арнольд Эйдслотт[норв.]
- 1984 — Сесилье Лёвейд[норв.]
- 1985 — Эдвард Хуэм
- 1986 — Ролф Якобсен
- 1987 — Финн Карлинг[норв.]
- 1988 — Эйнар Экланн[норв.]
- 1989 — Бергльот Хубек Хафф[норв.]
- 1990 — Эрлинг Киттельсен[норв.]
- 1991 — Хьелль Аскильдсен
- 1992 — Эльдрид Лунден
- 1993 — Ян Хьерстад
- 1994 — Ингер Элизабет Хансен[норв.]
- 1995 — Ларс Амюнн Воге[норв.]
- 1996 — Тур Фретхейм[норв.]
- 1997 — Юн Фоссе
- 1998 — Гру Дале[норв.]
- 1999 — Эйвинн Берг[норв.]
- 2000 — Лайла Стиен[норв.]
- 2001 — Уле Роберт Сунде[норв.]
- 2002 — Эллен Эйнан[норв.]
- 2003 — Стейнар Опстад[норв.]
- 2004 — Даг Солстад
- 2005 — Ханс Хербьёрнсрюд
- 2006 — Эспен Ховардсхольм[норв.]
- 2007 — Ханне Эрставик
- 2008 — Пол-Хельге Хауген[норв.]
- 2009 — Туре Эрик Лунд[норв.]
- 2010 — Анне Отерхольм[норв.][2]
- 2011 — Бьёрн Сортланн[норв.][3]
- 2012 — Рагнар Ховланд[норв.]
- 2013 — Эрленд Лу
- 2014 — Гейр Гулликсен[норв.]
- 2015 — Вигдис Йорт
- 2016 — Пер Петтерсон
- 2017 — Эйвинд Римберид[норв.]
- 2018 — Лив Кёлтсов[норв.][4]
- 2019 — Юхан Харстад[норв.][5]